# Rayforstia
Rayforstia is een geslacht van spinnen uit de familie Micropholcommatidae beschreven door Michael Gordon Rix en Mark Harvey. Het geslacht is sterk verwant met Normplatnicka.

## Etymologie
Het geslacht werd vernoemd naar de Nieuw-Zeelandse bioloog en arachnoloog Raymond Robert Forster.

## Verspreiding
De geslachten komen voor op Nieuw-Zeeland (ook op Campbelleiland) en Oost-Australië (ook Lord Howe-eiland).

## Soorten
- Rayforstia antipoda (Forster, 1959)
- Rayforstia insula (Forster, 1959)
- Rayforstia lordhowensis Rix & Harvey, 2010
- Rayforstia mcfarlanei (Forster, 1959)
- Rayforstia plebeia (Forster, 1959)
- Rayforstia propinqua (Forster, 1959)
- Rayforstia raveni Rix & Harvey, 2010
- Rayforstia salmoni (Forster, 1959)
- Rayforstia scuta (Forster, 1959)
- Rayforstia signata (Forster, 1959)
- Rayforstia vulgaris (Forster, 1959)
- Rayforstia wisei (Forster, 1964)